# Carl Anders Lindstén
Carl Anders Lindstén, född 30 december 1936, död 6 september 2024 i Örebro, var en svensk författare och friluftsvän med filosofisk ämbetsexamen i geografi med geologi, miljökunskap, engelska och psykologi. Han var scoutledare, programchef på scoutrörelsens internationella sekretariat i Genève och ordförande i Närkekretsen av Svenska Turistföreningen. Han var aktiv inom Kilsbergsfrämjandet. Lindstén var bosatt i Örebro och skrev flera böcker om sevärdheter i staden och dess omgivningar. Lars Eklund och Riad-Al Khiat har gjort teckningar till flera av böckerna. Lindstén är gravsatt i askgravlunden på Olaus Petri kyrkogård i Örebro.

## Priser och utmärkelser
- Årets Pandabok (barnboksklassen) 1992
- Saint George Emblem, USA

Katolska scoutkårers i USA utmärkelse för scoutledargärning.
- Cleveland International Program for Social Workers and Youth Leaders, USA

Fem månaders studier och praktik vid Cleveland Reserve University, Cleveland, USA.
- Svenska Scoutförbundets Gustaf Adolf-utmärkelse

- Hembygdsåret 1984

Axberg-Hovsta hembygdsförening, Föreningsbanken.
”Diplom tilldelat Carl Anders Lindstén för berömvärda insatser inom hemygdsvården och naturvården vilket i sin tur gagnat bygdens utveckling och tradition.” 
- Lions i Lillån, kulturstipendium

- Örebro kommun

- Axbergs kulturstipendium, 1989

Axbergs kommundel, Örebro kommun.
”för sina förtjänstfulla insatser som förmedlare av natur- och kulturhistoria i vår hembygd samt för sitt engagemang för miljöfrågorna på vår jord.”
- Landstingets miljöstipendium, 1992

Örebro läns landsting.
”För verksamhet som främjar bättre miljö och hälsa för Örebro läns befolkning.”
- Örebro stads kulturstipendium, 1992

Resestipendium för att studera ekomuseer i Europa.
- Stiftelsen Jeremiasfonden, 1994

Aretsstipendium, 5 000:-.
”för att forska kring och i bok- och föreläsningsform presentera litteratur om och kring ’De 
blå bergen’ – Kilsbergen.” 
- Djurklou-penningen, 1996

Örebro läns hembygdsförbunds Djurklou-penning.
- Svenska Turistföreningens förtjänstmärke, 1996

”Som ett erkännande av den utmärkta framgång, med vilken Ni främjat de intressen Svensk Turistföreningen står för, har föreningens styrelse vid sammanträde denna dag beslutat tilldela Er STFs förtjänstmärke.”
- Landstingets kulturstipendium, 1998

Örebro läns landsting, 10 000:-.
”Vad Carl Anders Lindstén inte vet om Örebro län med dess historia och sevärdheter, vet sannolikt inte någon annan heller. Med otämjd energi och kreativitet visar han länets egna invånare och gästande turister vägarna till Örebro läns rika skatter av upplevelser. Noggrant och omsorgsfullt levandegör han i sina böcker Örebro län.
Carl Anders Lindstén tilldelas 1998 års kulturstipendium som erkänsla för sina insatser att leda oss in i vårt läns spännande historia och natur.”
- Årets friluftsprofil, 2000

Stiftelsen för fritidsområden i Örebro län – Fritid T-län. 2 500:-.
”Carl Anders Lindstén har för sina hedrande insatser för friluftslivet i Örebro län tilldelats pris som Årets friluftprofil 2000.” 
- Lions Club. Örebro-Lillån, 2003

Ungdomsledarstipendium, 2000:-.
”för förtjänstfulla insatser genom aktivt ideellt ledarskap i Axberg-Hovsta hembygdsförening.”
- Sveriges Hembygdsförbund, 2003

Hembygdsrörelsens högsta utmärkelse.     
”har tilldelats plaketten för rik gärning i hembygdsvårdens tjänst.”
Utdelad under riksstämman i Hällvik 2003 på förslag av Örebro Läns Hembygdsförbund.
- Kristdemokraternas Vitsippspris, 2006

”Med aldrig sinande energi och med intresseväckande pedagogik delar mottagaren av 2006 års vitsippspris med sig av sin stora kunskap om vår gemensamma natur och närmiljö. Genom böcker, stigfinnande, guidning och stort engagemang väcker han upptäckarlust och ger förutsättningar för många att få en ökad livskvalité.”
- Svenska Turistföreningens förtjänstmärke i silver, 2009

Tidigare Svenska Turistföreningens silvermedalj.
”… med utmärkt framgång främjat de intressen föreningen gjort till sina.” 
- Lokalavdelningen Engelbrekt av samlarförbundet Nordstjärnan

2012 års Engelbektspris för spridande av kunskap om Närkes bygd och natur.
- Lokalhistoriska Sällskapet i Örebro län

”2013 års lokalhistoriska pris till Morten P. Hooglands minne bestående av 5000kr .… för hans mångåriga, entusiastiska och alltjämt pågående folkbildande verksamhet kring länets natur- och kulturminnen.” 
- Stiftelsen Erik Rosenbergs naturvårdsfond - 2014 års Rosenbergpris

”för hans mångsidiga gärning med att sprida kunskap om och inspirera till besök i och skydd av värdefulla naturområden i Örebro län.”
- Kilsbergsfrämjandet, Årets Kilsbergsfrämjare 2014

”För lång och trogen Kilsbergstjänst.”